# Berek (Chorwacja)
Berek – wieś w Chorwacji, w żupanii bielowarsko-bilogorskiej, siedziba gminy Berek. W 2011 roku liczyła 447 mieszkańców.